# Communauté de communes de Vienne et Moulière
Die Communauté de communes de Vienne et Moulière ist ein ehemaliger französischer Gemeindeverband mit der Rechtsform einer Communauté de communes im Département Vienne in der Region Nouvelle-Aquitaine. Sie wurde am 30. November 1998 gegründet und umfasste zehn Gemeinden. Der Verwaltungssitz befand sich im Ort Saint-Julien-l’Ars.

## Historische Entwicklung
Mit Wirkung vom 1. Januar 2017 fusionierte der Gemeindeverband mit
- Communauté d’agglomération Grand Poitiers,
- Communauté de communes du Pays Mélusin sowie
- Communauté de communes du Val Vert du Clain

und bildete so die Nachfolgeorganisation Grand-Poitiers Communauté d’agglomération. Trotz der Namensähnlichkeit mit einer der Vorgängerorganisationen handelt es sich dabei um eine Neugründung mit anderer Rechtspersönlichkeit.

## Ehemalige Mitgliedsgemeinden
1. Bignoux
2. Bonnes
3. La Chapelle-Moulière
4. Lavoux
5. Liniers
6. Pouillé
7. Saint-Julien-l’Ars
8. Savigny-Lévescault
9. Sèvres-Anxaumont
10. Tercé